# OnLive

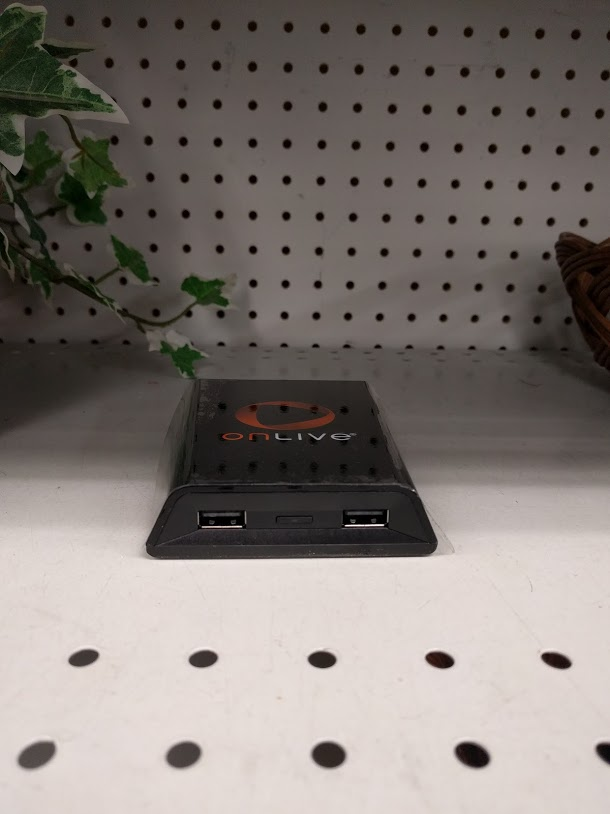
En esta imagen se puede apreciar el OnLive MicroConsole TV Adapter

OnLive fue un sistema de distribución de videojuegos bajo demanda alquiler (esto significa que se puede alquilar el juego durante unos días hasta 3 años o siempre) anunciado en la GDC 09. El servicio es un equivalente en la industria de los videojuegos a la computación en nube con el juego siendo computado, renderizado y almacenado en línea. El servicio fue anunciado para ser compatible con cualquier Mac basado en Intel ejecutando OS X o PC que ejecuta Windows Vista o Windows 7 y también es capaz de transmitir los juegos a la OnLive MicroConsole conectada a un televisor. Un equipo de gama baja, en la medida en que puede reproducir vídeo, se puede utilizar para reproducir cualquier tipo de juego ya que el juego se computa sobre el servidor de OnLive. Por esta razón, el servicio está siendo visto como un fuerte competidor para el mercado de consolas. Según Engadget todo lo que se necesita es una "conexiones de banda ancha de 1.5Mbps para una calidad de imagen similar a Wii, mientras que se requerirán 4-5Mbps para obtener alta resolución".
Ha sido anunciado que Electronic Arts, Take-Two Interactive, Ubisoft, Epic Games, Atari, Codemasters, THQ, Warner Bros., 2D Boy y Eidos Interactive se han alistado para tener sus juegos disponibles en el servicio. OnLive Game Service fue estrenado en Estados Unidos el 17 de junio de 2010. Poco después, el 10 de diciembre Onlive obtuvo una licencia para juego en la nube por parte de oficina de patentes de Estados Unidos. El servicio fue lanzado en el Reino Unido el 22 de septiembre de 2011.
El 10 de enero en el Consumer Electronics Show 2012, OnLive anunció "OnLive Desktop", un servicio que usa tecnología de virtualización para controlar remotamente un escritorio de Windows 7.
El 5 de abril de 2015, fue realizada la compra de OnLive por parte de Sony, adquiriendo todos los patentes de OnLive y programando el cierre del servicio para el 30 de abril del 2015.
El CEO de OnLive fue Steve Perlman, que es conocido por QuickTime, WebTV y otras empresas.
La plataforma fue comprada por parte de Sony para integrarla en sus sistemas PlayStation, de esa forma los servicios de OnLive se integraron en PlayStation con el nombre de: PlayStation Now. Con una diferencia a lo que era OnLive: Solamente hay juegos de PlayStation. Antes la antigua OnLive ofrecía juegos de PlayStation, Xbox y PC.
OnLive era compatible con Xbox 360, PC y Android con un servicio de pago.
Ahora se encuentra en los sistemas PlayStation con un servicio de pago y de solo juegos de dichas plataformas.